# Molophilus (Molophilus) pala
Molophilus (Molophilus) pala is een tweevleugelige uit de familie steltmuggen (Limoniidae). De soort komt voor in het Neotropisch gebied.